# Parapanope pagenstecheri
Parapanope pagenstecheri is een krabbensoort uit de familie van de Galenidae. De wetenschappelijke naam van de soort is voor het eerst geldig gepubliceerd in 1878 door Neumann.